# ضريح ياسوكوني

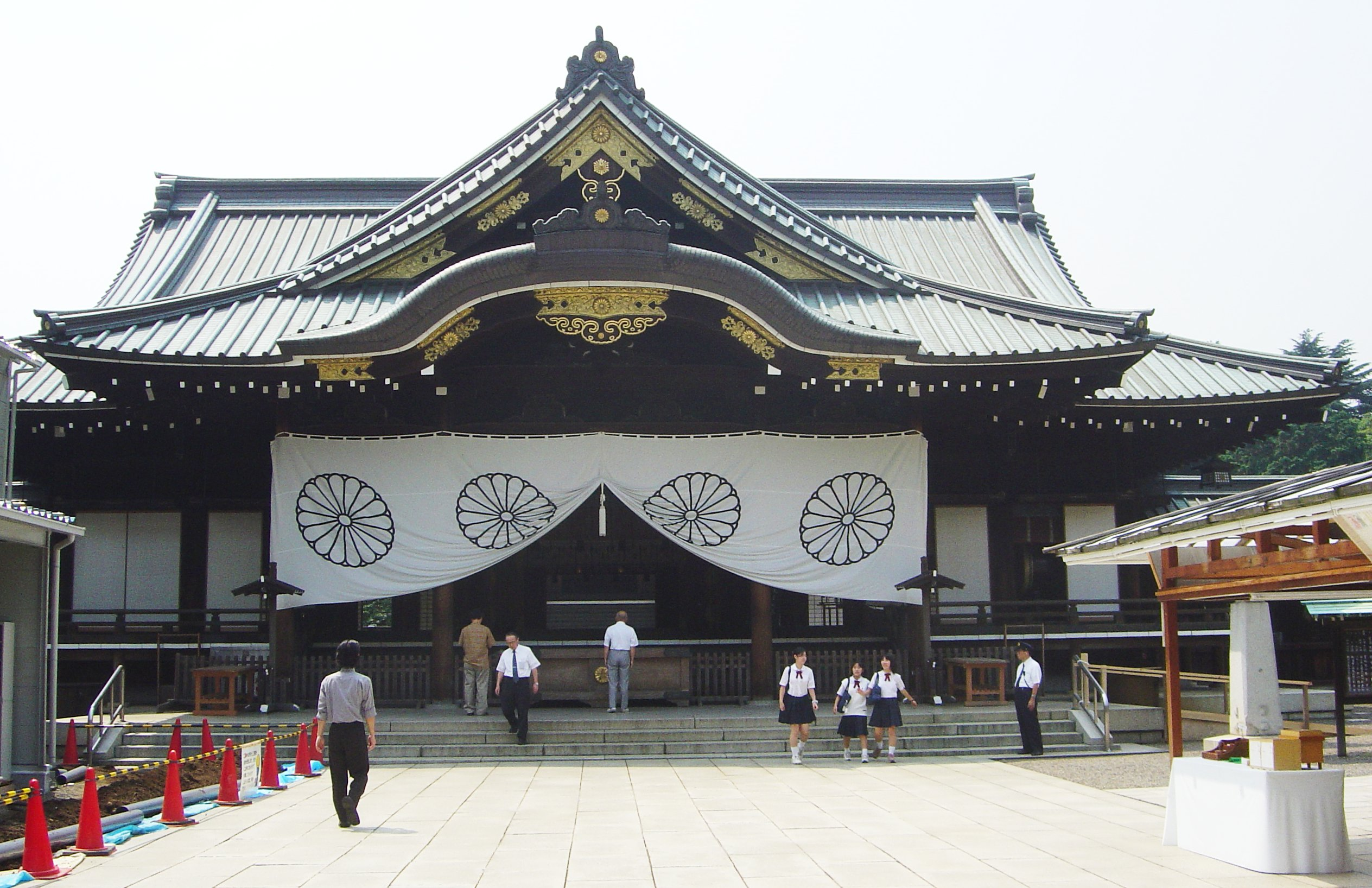
نصب ياسوكوني

ضريح ياسوكوني (باليابانية: 靖国神社 ياسوكوني جينجا) هو معبد شنتو بني عام 1869 يقع في حي تشيودا بالعاصمة اليابانية طوكيو، حيث يوجد فيه مقبرة أقيمت لتكريم 2,466,000 رجل وامرأة سقطوا في المعارك من أجل إمبراطورية اليابان. يثير هذا المعبد جدلاً بسبب وجود أسماء 14 مجرم حرب من الدرجة أ فيه صدرت عليهم أحكام بالإعدام في المحكمة التي أقامتها دول الحلفاء بعد الحرب العالمية الثانية في 1945 كما يعتبر من قبل الدول المجاورة رمزاً سيئا للحقبة التوسعية لليابان خلال الحرب العالمية الثانية.

## معرض صور

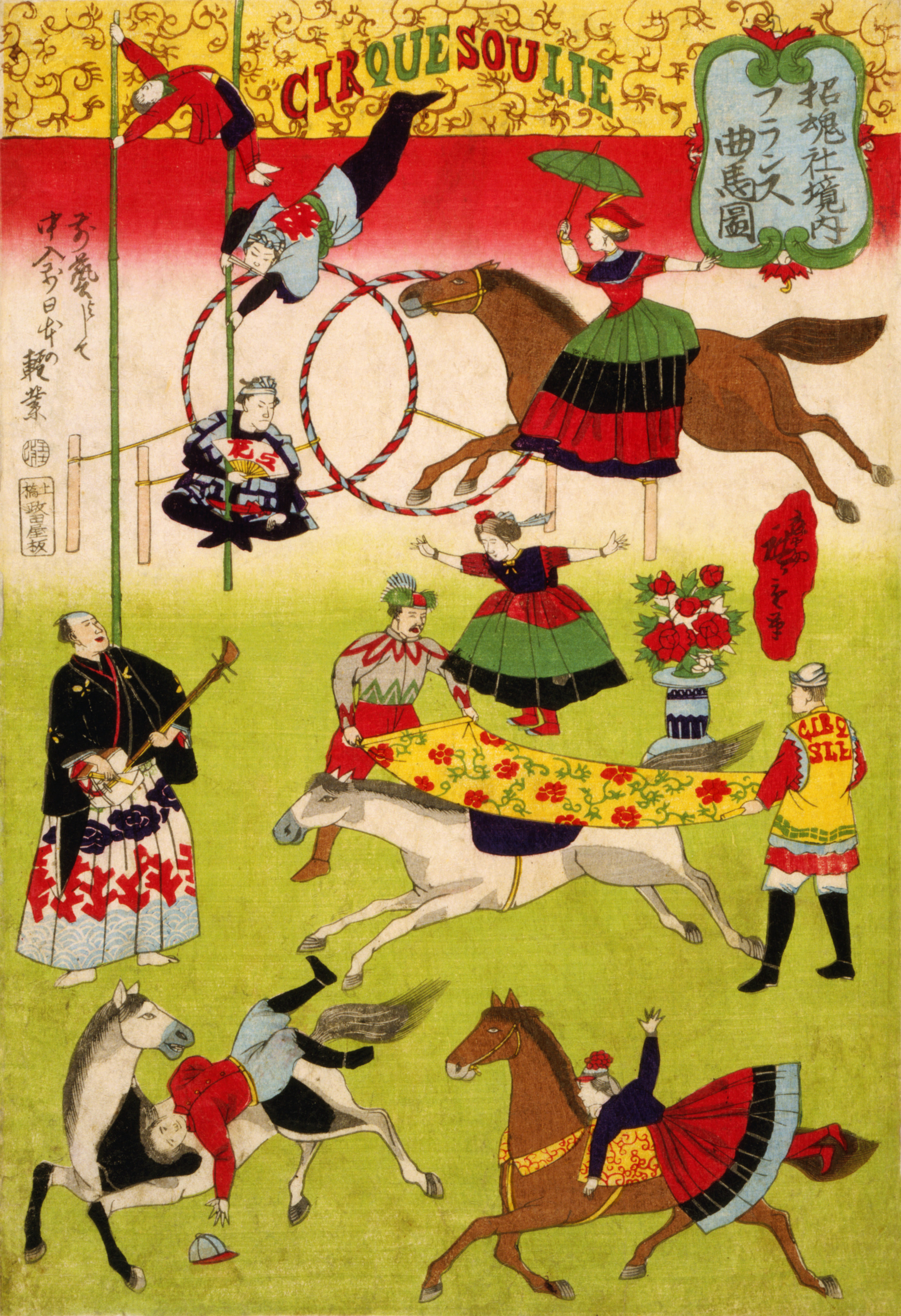
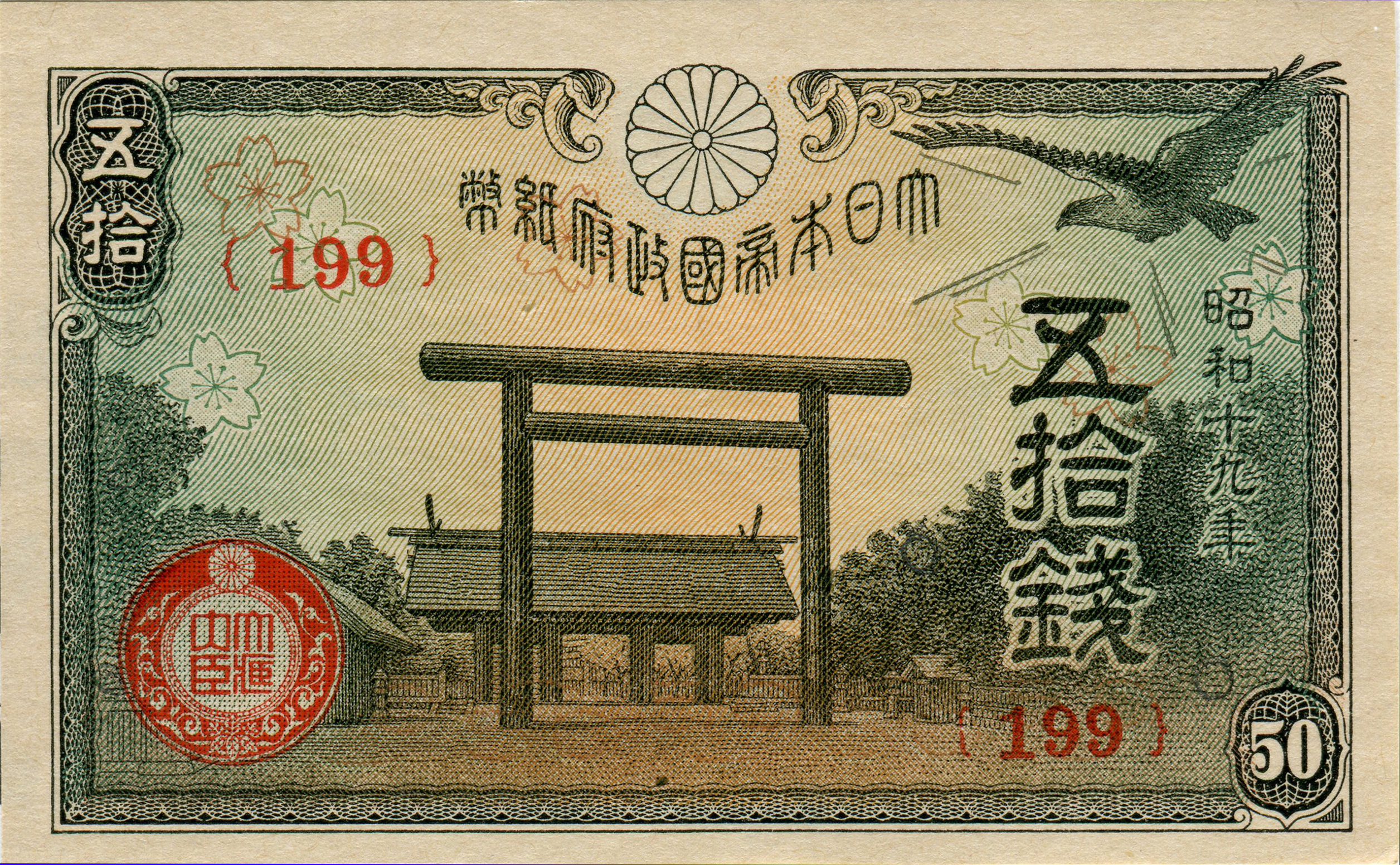
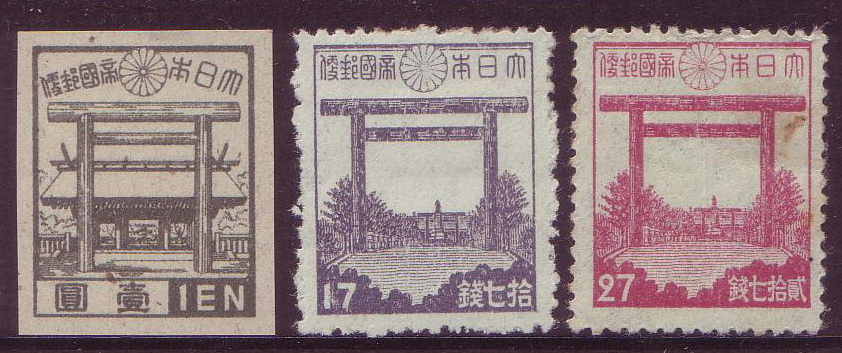
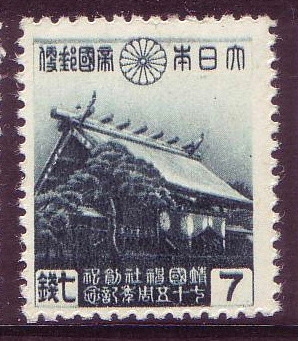

## أعلام
- تاكيتشي نيشي

## وصلة خارجية
- موقع المعبد